# Allan Hawco
Allan Hawco (Isola Bell, 28 luglio 1977) è un attore, sceneggiatore e produttore televisivo canadese.

## Biografia
Nativo dell'Isola Bell nella provincia di Terranova e Labrador, è il più giovane dei quattro figli di Michael e Mary Hawco. Poco dopo la sua nascita la famiglia Hawco si è trasferita a Goulds, sempre nella provincia di Terranova e Labrador. Ha iniziato gli studi presso la Memorial University, che ha poi abbandonato a favore della National Theatre School of Canada.
Dopo aver terminato gli studi al National Theatre School of Canada nel 2000, Hawco assieme a Philip Riccio fonda la The Company Theatre, una compagnia teatrale indipendente con base a Toronto. La prima opera portata in scena è stata A Whistle in the Dark. Nel 2009, la loro produzione di Festen ha vinto tre Dora Awards. 
Hawco si è fatto conoscere grazie a varie apparizioni in produzioni canadesi, come Agente speciale Sue Thomas, Mutant X e L'undicesima ora. Diventa celebre grazie al ruolo dell'irriverente investigatore privato Jack Doyle nella serie televisiva della CBC Republic of Doyle. Oltre che protagonista, Hawco è anche co-creatore assieme Malcolm MacRury e Perry Chafe, showrunner e produttore esecutivo. La serie è composta da sei stagioni, andate in onda dal 2010 al 2014, prodotte dalla casa di produzione di Hawco la Take the Shot Productions.
Al cinema ha lavorato in Closing the Ring di Richard Attenborough e nel film di guerra Hyena Road di Paul Gross, con cui aveva recitato nella miniserie TV H2O. Dal 2016 interpreta il ruolo del commerciante di pelli Douglas Brown nella serie televisiva Frontiera con protagonista Jason Momoa. Hawco è anche produttore esecutivo della serie con la sua Take the Shot Productions.

## Filmografia

### Attore

#### Cinema
- Making Love in St. Pierre, regia di John Vatcher (2004)
- The Third Eye, regia di Leah Walker (2007)
- Closing the Ring, regia di Richard Attenborough (2007)
- Love & Savagery, regia di John N. Smith (2009)
- Hyena Road, regia di Paul Gross (2015)
- Weirdos, regia di Bruce McDonald (2016)
- The Child Remains, regia di Michael Melski (2017)

#### Televisione
- Agente speciale Sue Thomas (Sue Thomas: F.B.Eye) – serie TV, 1 episodio (2003)
- Mutant X – serie TV, 1 episodio (2003)
- L'undicesima ora (The Eleventh Hour) – serie TV, 1 episodio (2003)
- H2O – miniserie TV, 2 episodi (2004)
- Bliss – serie TV, 1 episodio (2004)
- Heritage Minutes – serie TV, 1 episodio (2005)
- Above and Beyond – miniserie TV, 2 episodi (2006)
- The Trojan Horse – miniserie TV, 1 episodio (2008)
- ZOS: Zone of Separation – miniserie TV, 8 episodi (2009)
- I misteri di Murdoch (Murdoch Mysteries) – serie TV,  episodio 7x08 (2013)
- Republic of Doyle – serie TV, 78 episodi (2010-2014)
- The Book of Negroes – miniserie TV, 4 episodi (2015)
- Frontiera (Frontier) – serie TV, 17 episodi (2016-2018)
- Caught – miniserie TV, 5 episodi (2018)
- Street Legal – serie TV, 2 episodi (2019)
- Departure – serie TV, 6 episodi (2019)
- Jack Ryan – serie TV, 6 episodi (2019)

### Sceneggiatore
- Republic of Doyle – serie TV (2010-2014)
- Caught – miniserie TV, 5 episodi (2018)

### Produttore
- Republic of Doyle – serie TV, 42 episodi (2010-2014)
- Cast No Shadow, regia di Christian Sparkes (2014)
- Frontiera (Frontier) – serie TV, 12 episodi (2016-2018)
- Caught – miniserie TV, 5 episodi (2018)
- Departure - serie TV, 6 episodi (2019)

## Doppiatori italiani
Nelle versioni in italiano delle opere in cui ha recitato, Allan Hawco è stato doppiato da:
- Oreste Baldini in Closing the Ring
- Stefano Brusa in Frontiera
- Domenico Strati in Departure